# Myrcianthes discolor
Myrcianthes discolor är en myrtenväxtart som först beskrevs av Carl Sigismund Kunth, och fick sitt nu gällande namn av Mcvaugh. Myrcianthes discolor ingår i släktet Myrcianthes och familjen myrtenväxter. Inga underarter finns listade i Catalogue of Life.